# Tour de Saint-Pancrace
La tour de Saint-Pancrace (italien : torre di San Pancrazio ; sarde : turri de Santu Francau), construite pendant la domination pisane (1258-1326), est la plus haute tour de Cagliari. Le bâtiment, l'un des symboles de la ville (à tel point que les tourelles du Palazzo Civico s'inspirent des deux tours pisanes), est situé au point culminant du Castello, à côté du Palazzo delle Seziate. La visite du monument permet d'admirer de vastes panoramas sur la ville et ses environs. 

## Histoire

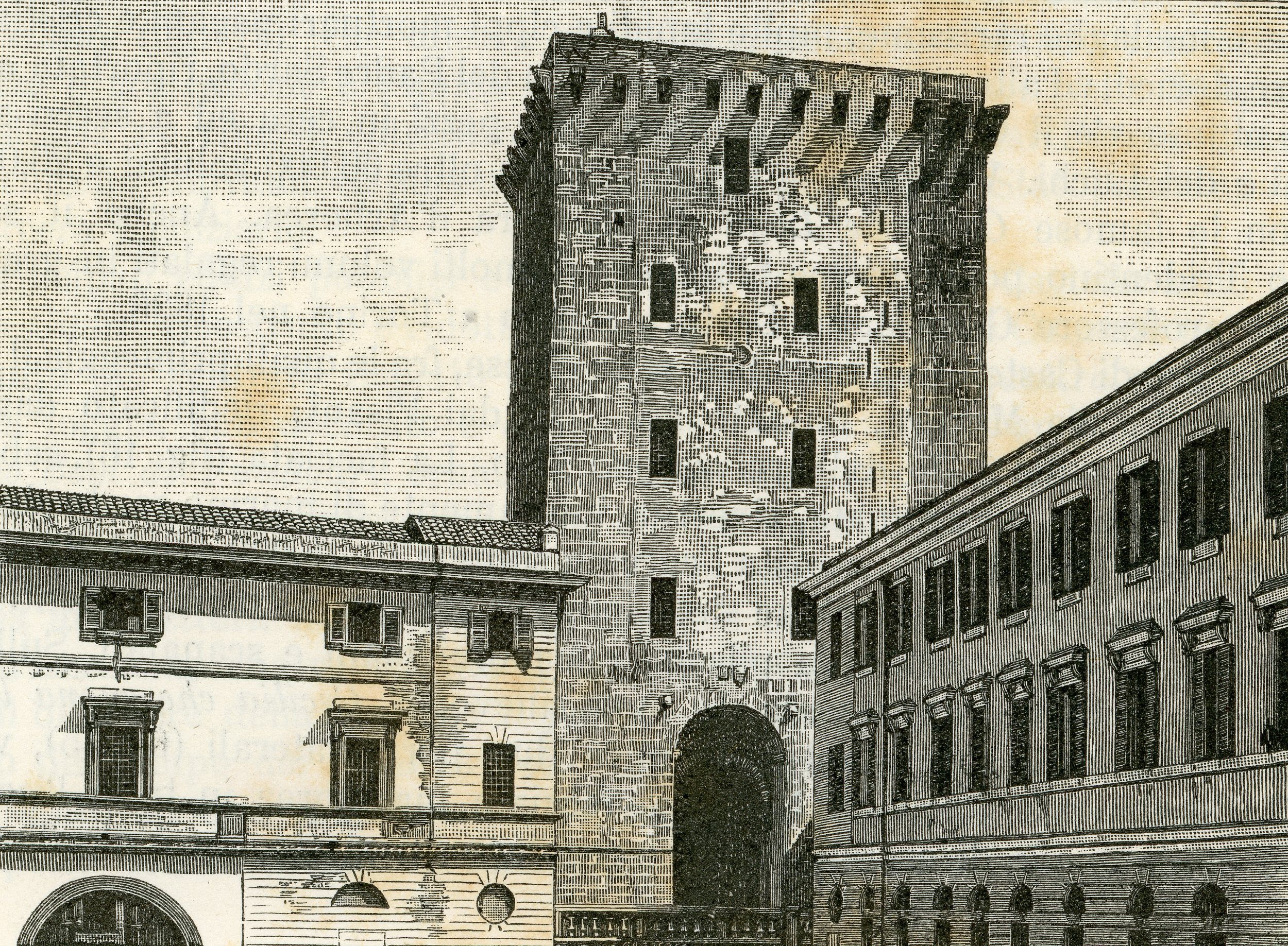
Tour de Saint-Pancrace, (gravure sur bois de Barberis 1895).

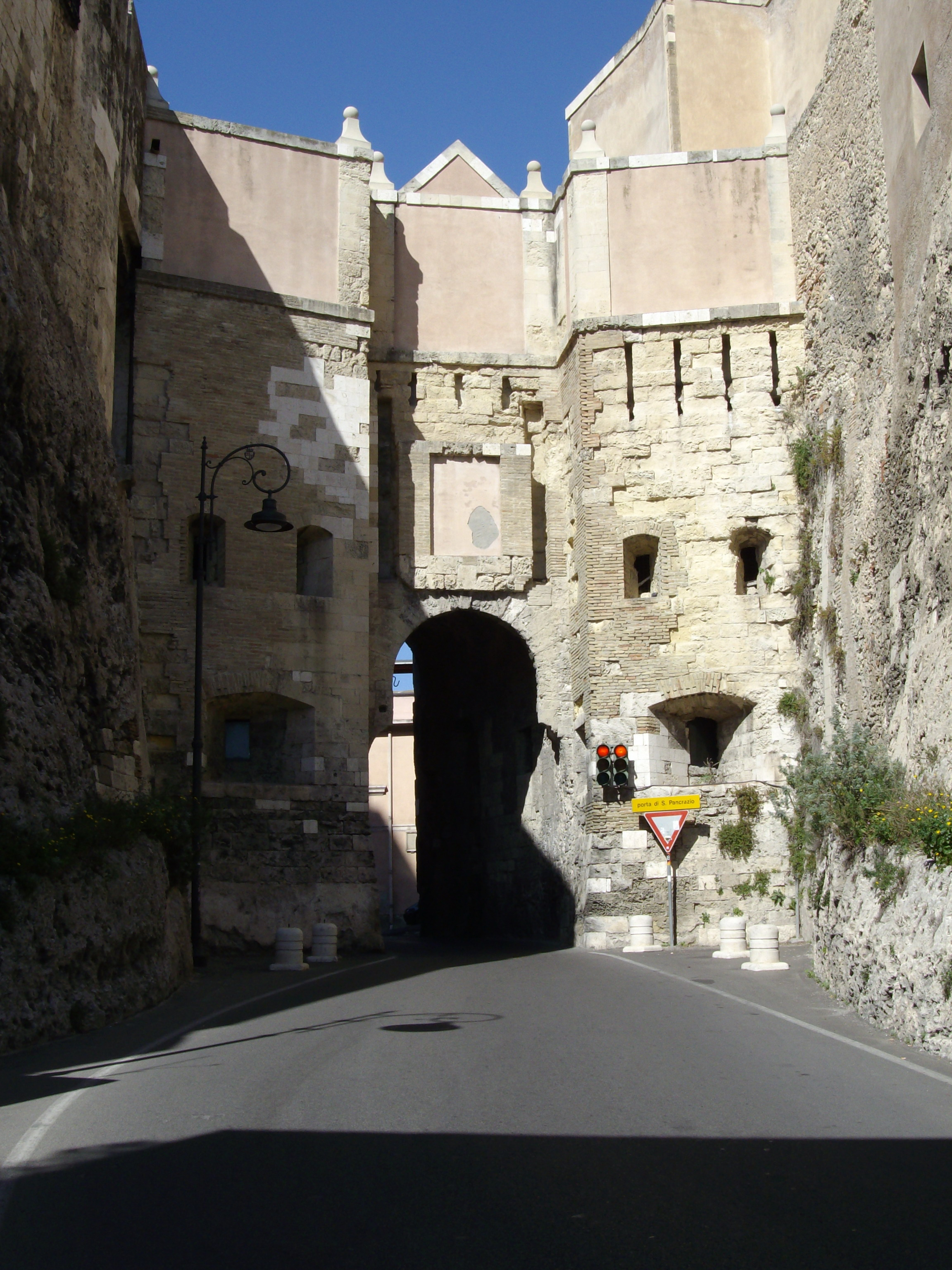
Porta Saint-Pancrace, sous la tour du même nom

La tour a été construite en 1305, à la demande des Pisans, par l'architecte sarde Giovanni Capula qui a également conçu la tour de l'Eléphant, construite deux ans plus tard. Capula a également conçu une troisième tour, la tour du Lion, récemment renommée tour de l'Aigle, et incorporée au palais Boyl car elle a été partiellement détruite en 1708 par les bombardements britanniques, en 1717 par les canonnades espagnoles et enfin en 1793 par l'attaque des Français au cours desquels elle a perdu sa partie supérieure. 
La tour a servi de rempart défensif contre les nombreuses attaques génoises et maures. En plus de servir de défense, elle était et est toujours, avec la tour de l'Eléphant, la porte principale pour entrer au Castello. En 2013, le complexe Saint-Pancrace était au centre d'un projet de rénovation visant à rationaliser ses espaces muséaux. Certaines de ces interventions ont également été réalisées grâce aux fonds du Loto  .

## Aspect
Comme la tour jumelle de l'Éléphant, elle est faite de Pietra Forte, un calcaire blanc extrait de la colline de Bonaria. Sur les trois côtés fermés, qui mesurent 3 mètres d'épaisseur, elle présente différentes fentes très fines. Le quatrième côté, comme la plupart des tours Pisanes, fait face à l'intérieur du château et montre les balcons situés aux quatre étages de la tour. 